# Epizoanthus mediterraneus
Epizoanthus mediterraneus is een Zoanthideasoort uit de familie van de Epizoanthidae. De wetenschappelijke naam van de soort is voor het eerst geldig gepubliceerd in 1935 door Carlgren.